# Peder Balke

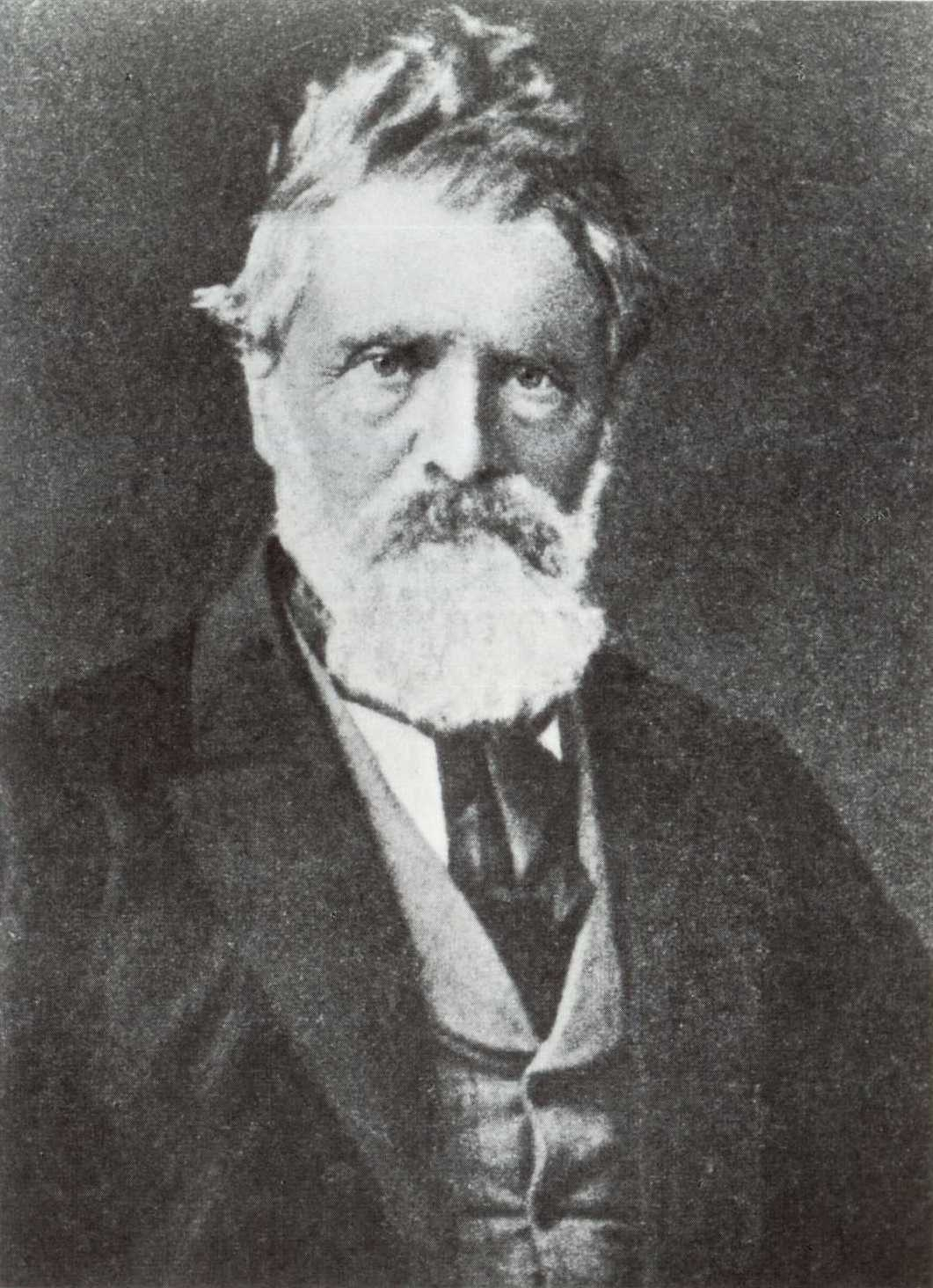
Peder Balke

Peder Balke (4 november 1804 – 5 februari 1887) was een Noorse kunstschilder. Hij was bekend om zijn, op een positieve wijze, portretteren van het Noorse landschap en gaf het een dramatisch en romantisch aanzicht.
In 1847 verkocht hij 28 olieverfschetsen van het Noorse kustlandschap aan koning Lodewijk Filips I van Frankrijk voor Versailles. Vanwege het uitbreken van de Februarirevolutie in 1848 moest hij terugkeren naar Noorwegen zonder in staat te zijn de schetsen uit te werken tot grote schilderijen. De schetsen bleven in Frankrijk achter, maar werden aan het einde van de 20e eeuw gerestaureerd en zijn vanaf 2001 tentoongesteld in de Richelieu-vleugel van het museum het Louvre te Parijs. 
Hij was de overgrootvader van Turid Balke, een bekende Noorse actrice, toneelschrijfster en artieste.
- Bibsys: 90227804
- Bibliothèque nationale de France: cb13507545g (data)
- Gemeinsame Normdatei: 120148994
- International Standard Name Identifier: 0000 0000 6678 3440
- KulturNav: e19d53a7-8b96-4517-906a-2b426d183f0e
- Library of Congress Control Number: nr94009795
- MusicBrainz: eee8aed6-34d1-4deb-9286-9ff9205ea394
- Nationale Bibliotheek van Tsjechië: xx0237792
- Nederlandse Thesaurus van Auteursnamen: 38610557X
- RKD-Nederlands Instituut voor Kunstgeschiedenis: 4058
- LIBRIS: 279300
- Système universitaire de documentation: 109431596
- Union List of Artist Names: 500104171
- Virtual International Authority File: 64830580
- WorldCat: E39PBJgmQ6cCtMKpQ46498b8G3